# 3009 Coventry
3009 Coventry (1973 SM2) là một tiểu hành tinh vành đai chính được phát hiện ngày 22 tháng 9 năm 1973 bởi Chernykh, N. ở Nauchnyj.